# Connee Boswell
Connee Boswell (3 de diciembre de 1907 – 11 de octubre de 1976) fue una cantante estadounidense. Junto a sus hermanas, Martha y Helvetia "Vet" Boswell, formó parte en la década de 1930 del grupo The Boswell Sisters, una formación pródiga en grabaciones y actuaciones radiofónicas. Connee es considerada como una de las más importantes vocalistas de jazz, siendo una influencia para Ella Fitzgerald.
En 1936 se retiraron sus hermanas y Connee continuó su carrera en solitario, aunque en sus años en el grupo ya había grabado material fuera de la formación.

## Biografía
Su nombre completo era Constance Foore Boswell, y nació en Kansas City, Misuri, aunque se crio en Nueva Orleans, Luisiana. Las hermanas Boswell se hicieron conocidas a nivel local siendo todavía adolescentes, actuando en teatros y emisoras radiofónicas de Nueva Orleans. Sus primeras grabaciones, para Victor Records, tuvieron lugar en 1925, siendo uno de los temas grabados "Cryin' Blues", cantando Connee en el estilo de su primera cantante de influencia, la afroamericana Mamie Smith. Las Boswell Sisters se hicieron profesionales ese mismo año, actuando en el Teatro Orpheum de Nueva Orleans. En 1928 fueron invitadas a ir a Chicago, actuando en el Circuito Occidental del Vodevil (Western Vaudeville Circuit). Cuando la gira finalizó, viajaron a San Francisco (California), donde Boswell conoció a Harry Leedy, el que sería agente del trío y más adelante se casaría con ella.
Las Boswell Sisters actuaron en la radio en Los Ángeles, e hicieron interpretaciones de complemento para algunas producciones de cine sonoro, como el título de 1930 "Under Montana Skies." No consiguieron la fama en todo el país, sin embargo, hasta que se trasladaron a Nueva York en 1930 y empezaron a actuar en programas radiofónicos de emisión nacional. Tras unas pocas grabaciones con Okeh Records, trabajaron para Brunswick Records desde 1931 a 1935, y en 1935 el trío obtuvo un número 1 con la canción "The Object of My Affection".
En 1936 las hermanas firmaron contrato con Decca Records y, tras hacer tres discos, el grupo se disolvió. Sin embargo, Connee Boswell continuó como cantante en solitario trabajando para Decca. Connee Boswell había sido arreglista (los arreglos armónicos eran de todas ellas) y compositora del trío.
Aunque a lo largo de su trayectoria con The Boswell Sisters, y bien entrada la década de 1940, su nombre se deletreara "Connie", ella lo cambió por Connee para facilitar la firma de autógrafos, dificultada por sus problemas físicos. Connee cantó desde una silla de ruedas – o en posición sentada – a lo largo de toda su carrera, debido a una poliomielitis o a un accidente ocurridos en la infancia (las fuentes difieren). Aunque Boswell no mantuvo en secreto su situación física, el público no advertía su situación. Durante la Segunda Guerra Mundial ella intentó viajar en las giras de la United Service Organizations, pero no consiguió permiso porque el Ejército consideraba que una cantante en silla de ruedas no era apropiada para levantar la moral de la tropa.
Connee Boswell fue una de las colaboradoras favoritas de Bing Crosby, cantando ambos con frecuencia a dúo en la radio y grabando juntos varios éxitos en las décadas de 1930 y 1940. Boswell, Crosby, y Eddie Cantor grabaron una versión de Alexander's Ragtime Band que llegó al número 1 en 1938. En 1939 Crosby y Boswell grabaron tres duetos que alcanzaron el top 12 de la revista Billboard. "An Apple For The Teacher" llegó al número 2. 
Boswell también consiguió varias docenas de éxitos en solitario, entre ellos "Moonlight Moon" en 1942. La carrera de Boswell declinó en los años cincuenta, pero todavía grabó ocasionalmente y apareció en diferentes programas televisivos, incluyendo una actuación como regular de la serie de 1959 "Pete Kelly's Blues". 
Connee Boswell falleció a causa de un cáncer de estómago en 1976 en la ciudad de Nueva York. Tenía 68 años de edad. Fue enterrada en el Cementerio Ferncliff de Hartsdale, Nueva York.

## Singles (solo)
| Año  | Single                                                      | Posición en listas |
| Año  | Single                                                      | Billboard Hot 100  |
| ---- | ----------------------------------------------------------- | ------------------ |
| 1932 | "Say It Isn't So"                                           | 10                 |
| 1934 | "Isn't It a Shame"                                          | 19                 |
| 1935 | "Moon Over Miami"                                           | 19                 |
| 1936 | "On the Beach At Bali Bali"                                 | 3                  |
| 1937 | "Whispers In the Dark"                                      | 9                  |
| 1937 | "Bob White (Whatcha Gonna Swing Tonight?)"(con Bing Crosby) | 1                  |
| 1937 | "Basin Street Blues"(con Bing Crosby)                       | 12                 |
| 1938 | "Fare Thee, Honey, Fare Thee Well"                          | 11                 |
| 1938 | "I Let a Song Go Out of My Heart"                           | 5                  |
| 1938 | "Alexander's Ragtime Band"(con Bing Crosby)                 | 1                  |
| 1938 | "Simple and Sweet"                                          | 12                 |
| 1939 | "An Apple For Teacher"(con Bing Crosby)                     | 2                  |
| 1939 | "Start the Day Right"(con Bing Crosby)                      | 12                 |
| 1939 | "At Least You Could Say Hello"                              | 14                 |
| 1940 | "Between 18th & 19th On Chestnut Street"(con Bing Crosby)   | 12                 |
| 1940 | "On the Isle of May"                                        | 3                  |
| 1940 | "Let's Be Buddies"                                          | 25                 |
| 1941 | "Sand In My Shoes"                                          | 24                 |
| 1941 | "I'll Keep On Loving You"                                   | 22                 |
| 1942 | "South Wind"                                                | 21                 |
| 1942 | "Moonlight Mood"                                            | 22                 |
| 1942 | "Why Don't You Fall In Love With Me"                        | 21                 |
| 1946 | "Let It Snow! Let It Snow! Let It Snow!"                    | 9                  |
| 1946 | "Who Told You That Lie?"                                    | 22                 |
| 1946 | "Ole Buttermilk Sky"                                        | 14                 |
| 1948 | "You Were Meant For Me"                                     | 19                 |
| 1952 | "My Little Nest of Heavenly Blue"                           | 25                 |
| 1953 | "Singin' the Blues"                                         | 27                 |
| 1953 | "Main Street On Saturday Night"                             | 29                 |
| 1953 | "I'm Gonna Sit Right Down and Write Myself a Letter"        | 29                 |
| 1954 | "The Philadelphia Waltz"                                    | 30                 |
| 1954 | "If I Give My Heart To You"                                 | 10                 |

## Discos compactos
- Connee Boswell (1995)
- Deep in a Dream (1996)
- Connee Boswell Sings Irving Berlin (1997)
- Heart and Soul (1997)
- Connee Boswell and the Original Memphis Five in Hi-Fi (1998)
- They Can't Take These Songs (2004)
- Moonlight and Roses (2004)
- With All My Heart (2005)
- Singing the Blues (2006)